# Schwetzochromis
Schwetzochromis is een monotypisch geslacht van straalvinnige vissen uit de familie van de cichliden (Cichlidae).

## Soort
- Schwetzochromis neodon Poll, 1948